# Grâce (droit)
Pour les articles homonymes, voir Grâce.
La grâce est le droit d'annuler ou de modifier une peine, confié en général par la justice à la plus haute instance politique du pays.
La grâce entraîne la non-mise à exécution de la peine ou de la peine subsistante et s'apparente à un « pardon ». N'effaçant pas la condamnation, elle se distingue donc :
- de l’amnistie, qui efface la condamnation et annule la peine subsistante, sans effet sur la peine déjà effectuée ;
- de la révision judiciaire d'un procès, à même d'annuler la condamnation et, autant que faire se peut, toutes ses conséquences.

## Grâce royale
La grâce est un des droits les plus anciens et les plus répandus attachés à la fonction royale. À la rigueur de la justice, le roi oppose sa miséricorde.

### Ancien régimefrançais
En France, la grâce pouvait s'exercer par lettre de rémission, qui effaçait les conséquences de la condamnation, ou par lettre d'abolition, qui effaçait la condamnation elle-même.

### Droit canadien
Il existe une prérogative royale de clémence en droit pénal canadien. Elle s'exerce par le gouverneur-général sur recommandation du conseil des ministres. Il existe des directives ministérielles à la Commission des libérations conditionnelles du Canada pour orienter l'exercice du pouvoir de clémence.

## Grâce présidentielle et exécutive
Le pouvoir de grâce régalien se perpétue dans celui des présidents républicains, représentant symboliquement, comme un monarque, la continuité et la légitimité de l'État, qu'ils soient ou non détenteurs du pouvoir exécutif : la grâce présidentielle est le pouvoir par lequel, dans certains pays, le président de la République a le pouvoir d'annuler une peine ou d'ordonner qu'elle ne soit pas mise à exécution. Il peut éventuellement s'accompagner d'un pouvoir d'amnistie. Le pouvoir de grâce est partagé dans le cas du fédéralisme.

### EnAllemagne
Le président fédéral de l'Allemagne a le droit de grâce individuelle pour les cas jugés en instance fédérale, ce qui concerne souvent les cas graves.
Pour les actes relevant de la juridiction du Länder, seuls l'exécutif ou le gouvernement local peuvent accorder la grâce. Souvent, ce pouvoir est délégué au ministre fédéral de la justice.

### EnBelgique
Le roi des Belges accorde la grâce après avis des ministres et du service des grâces.

### EnFrance
La République, les empires et les monarchies constitutionnelles ont quasiment donné au dirigeant le droit de grâce.

### AuxÉtats-Unis
Le président des États-Unis, par l'article deux de la Constitution, a le droit de grâce (pardon) pour les actes relevant de la loi fédérale, les crimes fédéraux ainsi que les délits au district de Columbia. Cette prérogative ne s'applique pas pour les procédures relevant de l'impeachment. La Cour suprême en 1866 précisa les modalités de la grâce, qui est illimitée et qui peut être exercée dès que le crime est commis. L'auto-grâce présidentielle (self-pardon) est une hypothèse évoquée pour Richard Nixon, Bill Clinton et Donald Trump mais sa faisabilité divise les juristes étant donné que c'est un cas où les textes sont muets,.
Pour les États fédérés, les procédures et conditions d'éligibilités varient selon leurs législations. Pour la grande majorité d'entre eux, le droit de grâce est partagé entre le gouverneur et une commission (board), qui, dans plusieurs États, décide également des libérations conditionnelles ; selon les juridictions, l'avis du board est contraignant ou non pour accorder une grâce. Seuls le Connecticut, la Géorgie et l'Utah excluent complètement le gouverneur de la procédure, la laissant seulement à la commission.

### AuPortugal
La grâce est individuelle et peut être accordée par le président de la République après l'avis préalable du tribunal d'exécution des peines et du directeur de l'établissement pénitentiaire. Elle est souvent exercée à titre humanitaire et inclut des réductions de peine. Des pardons (réductions de peine) peuvent être accordés par le parlement.

### AuRoyaume-Uni
La grâce est très rare, elle est octroyée par le monarque sur avis du ministre de l'intérieur.

### EnSuisse
L'Assemblée fédérale et les autorités cantonales exercent la grâce, après instruction d'une commission selon les législations.